# Аникщяйские говоры
Аникщя́йские го́воры (также аникщайские говоры, аникшчяйские говоры, аникшяйские говоры; лит. anykštėnai, латыш. anīkšķu izloksne) — говоры аукштайтского (верхнелитовского) наречия, распространённые в северо-восточной части территории Литовской республики в окрестностях Аникщяя. Входят вместе с паневежскими, купишкисскими, ширвинтскими, утенскими и вильнюсскими говорами в состав восточноаукштайтского диалекта, одного из трёх аукштайтских диалектов наряду с западноаукштайтским и южноаукштайтским.
Формирование аникщяйских говоров, так же, как и купишкисских, связывают с селонским субстратом (с изофонами ē̃ > ā̃ перед слогом с гласными заднего ряда).

## Область распространения
Область распространения аникщяйских говоров размещается в центральных районах историко-этнографической области Аукштайтия.
Согласно современному административно-территориальному делению Литвы, ареал аникщяйских говоров занимает некоторые районы в восточной части территории Паневежского уезда, западную часть территории Утенского уезда, включая окрестности города Аникщяя, и северо-западную часть территории Вильнюсского уезда.
Область распространения аникщяйских говоров со всех сторон граничит с областью распространения других восточноаукштайтских говоров (на севере — с ареалом купишкиских говоров, на востоке и северо-западе — с ареалами утенских говоров, на юге — с ареалом ширвинтских говоров, на западе — с ареалом паневежских говоров.